# Aphrophora policlora
Aphrophora policlora är en insektsart som beskrevs av Capanni 1894. Aphrophora policlora ingår i släktet Aphrophora och familjen spottstritar. Inga underarter finns listade i Catalogue of Life.